# مجید درخشانی
مجید درخشانی (متولد ۲۲ شهریور ۱۳۳۵) آهنگ‌ساز، تنظیم‌کننده و نوازندهٔ تار و سه‌تار اهل ایران است. وی سرپرست گروه موسیقی شهناز و همکار محمد‌رضا شجریان بوده است. درخشانی در سال ۱۳۸۴ گروه خورشید و در سال ۱۳۹۱ گروه‌ سرشناس ماه‌بانو را تاسیس کرد. او هم‌اکنون در آلمان زندگی می‌کند.

## زندگی
مجید درخشانی در ۲۲ شهریور ۱۳۳۵ در سنگسر (مهدی‌شهر) به دنیا آمد. او از شاگردان محمدرضا لطفی و از نخستین اعضای گروه شیدا بوده‌است. او آلبوم «بچه‌ها بهار» را با حسین علیزاده و آلبوم «قاصدک» را با صدای مهدی اخوان ثالث در دهه ۶۰ منتشر کرد. او در سال ۱۳۶۳ به آلمان مهاجرت کرد و در شهر کلن ساکن شد. در این زمان به آموزش موسیقی و اجرای موسیقی ایرانی مشغول بود. همچنین در سال ۱۳۷۵ محمدرضا شجریان را به عنوان آهنگساز و نوازندهٔ تار در آلبوم در خیال همراهی کرد.
وی در سال ۱۳۸۴ پس از ۲۱ سال به ایران بازگشت و گروه خورشید را بنیان گذاشت و به همراه این گروه ۱۵ کنسرت در تهران، شهرستان‌ها.و همچنین چین و فرانسه برگزار کرد. آلبوم‌هایی چون «من طربم» و «بیدار دلان» و «فصل باران» و «ترنجستان» و «از بودن و سرودن» و «آسمانه» را منتشر کرد.
مجید درخشانی از سال ۱۳۸۵ محمدرضا شجریان و گروه آوا را در کنسرت‌های اروپا، آمریکا و ایران همراهی کرد. در این دوران دو اثر به نام‌های غوغای عشق‌بازان و کنسرت محمدرضا شجریان و گروه آوا اجرا و به بازار عرضه شدند.
مجید درخشانی در تابستان ۱۳۸۶ به همراه گروه خود و دو گروه از تاجیکستان و افغانستان، به مناسبت هشتصدمین سالگرد زادروز مولانا، کنسرت‌هایی در یونسکو و پاریس اجرا کرد.
محمدرضا شجریان در سال ۱۳۸۷ یک گروه موسیقی بنیان‌ گذاشت و آن را به افتخار جلیل شهناز (نوازندهٔ نامی تار) گروه شهناز نامید. از آن زمان به بعد مجید درخشانی با این گروه فعالیت داشته‌است. یکی از ویژگی‌های مهم این گروه موسیقی استفاده از سازهای ابداعی محمدرضا شجریان می‌باشد که به دست خودش ساخته شده و برخی از آن‌ها ویژگی‌هایی دارند که می‌توان آن‌ها را جایگزین سازهای غربی مثل ویولون نیز قرار داد. در این مدت دو آلبوم صوتی رندان مست و مرغ خوش‌خوان و آلبوم تصویری کنسرت محمدرضا شجریان و گروه شهناز در دبی اجرا و به بازار عرضه شدند. شجریان به همراه گروه شهناز در سال ۱۳۸۹ یک تور کنسرت جهانی برگزار کرد که دو مورد از این کنسرت‌ها منتشر شده‌اند. کنسرت محمدرضا شجریان و گروه شهناز در دبی یکی از همین کنسرت ها است و اثر دیگر کنسرت در لندن می‌باشد و به صورت رسمی توسط بی‌بی‌سی پخش شد. مجید درخشانی (سرپرست گروه شهناز) این دو کنسرت را از موفق‌ترین کنسرت‌های این گروه می‌داند و در این کنسرت‌ها بسیاری از سازهای ابداعی محمدرضا شجریان به‌ کار گرفته شده‌اند. گروه شهناز در سال ۱۳۹۳ نیز یک بار دیگر یک تور جهانی کنسرت برگزار کرد.

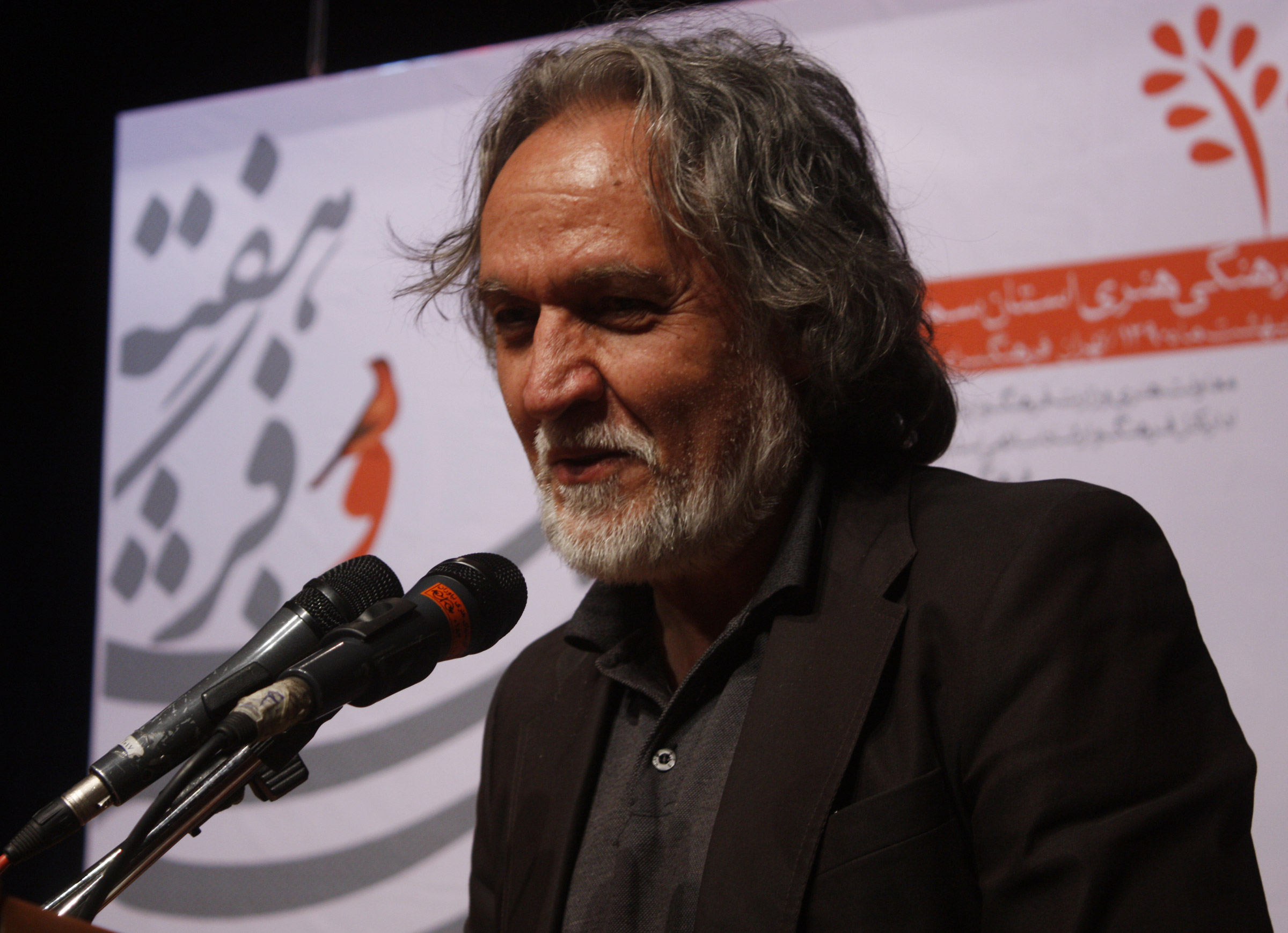
در هفته فرهنگی هنری استان سمنان در فرهنگسرای نیاوران تهران - اردیبهشت سال ۱۳۹۰

مجید درخشانی در گفتگویی اختصاصی با وبگاه «شجریانی‌ها» گفت به آهنگ‌سازی بیش‌تر از نوازندگی علاقه دارد. هرچند که استاد پیشین او، محمدرضا لطفی او را به تک‌نوازی دعوت می‌کند؛ اما به سمت آهنگ‌سازی کشش دارد. 
درخشانی در سال ۱۳۸۹ آلبوم چاووشی را با صدا و شعر اخوان ثالث آهنگسازی نمود، که توسط نشر زمستان منتشر شد. در مهر ۱۳۹۱ مجید درخشانی با همراهی گروه خورشید آلبوم لحظه ناب را در دستگاه‌های همایون و ماهور با خوانندگی حسین رضا اسدی منتشر نمود. او پس از گروه خورشید، گروه ماه‌بانو را بنیان‌گذاری کرد.
مجید درخشانی به موسیقی زادگاهش، یعنی موسیقی سنگسر توجه ویژه‌ای دارد. وی آهنگسازی چند اثر موسیقایی به گویش سنگسری را عهده‌دار بوده‌است که از میان آن‌ها می‌توان به آثاری چون پیتکو، امام رضا، وارشو، باز بمه ویار، لالایی و … اشاره کرد.
درخشانی پیشینه ساخت سه آلبوم موسیقی برای رحیم عدنانی در موسیقی بختیاری و موسیقی اصیل ایرانی را نیز دارد. آلبوم حریر شبنم از آثار ساخته شده توسط او است.

## حواشی
در ۱۴ دی ۱۳۹۳، هنگامی که مجید درخشانی قصد خروج از ایران به مقصد دبی را داشت، مأموران انتظامی، گذرنامه او را ضبط کردند. مجید درخشانی می‌گوید که مأموران به او دربارهٔ دلیل توقیف گذرنامه توضیح نداده‌اند؛ اما بر پایه احضارها و توضیحات قبلی، دلیل این برخوردها «داشتن خواننده زن در «گروه ماه» و انتشار گسترده کلیپ‌های موسیقی این گروه» بوده‌است. اعضای گروه موسیقی او به نام گروه ماه‌بانو پیش‌تر نیز، «چند مرتبه» از طرف مقام‌های امنیتی ایران برای بازجویی احضار شده‌بودند. وی پس از برداشته شدن ممنوعیت فعالیت هنری و نیز ممنوعیت خروج از کشور آلبوم نسیم سحر را با خوانندگی پریماه منتشر کرد.

## آثار
در فهرست زیر بخشی از آثار مجید درخشانی آمده است.
| آلبوم‌ها                                                      | آلبوم‌ها    | آلبوم‌ها                                                                           | آلبوم‌ها | آلبوم‌ها                                                                                              | آلبوم‌ها      | آلبوم‌ها |
| ------------------------------------------------------------ | ---------- | --------------------------------------------------------------------------------- | --- | --- | ------------ | --- |
| نام آلبوم                                                    | سال انتشار | آهنگ‌ساز                                                                           | نوازندگان | خواننده                                                                                              | ناشر         | توضیحات |
| نیریز                                                        |            |                                                                                   | جمشید عندلیبی (نی)، مجید درخشانی (تار) و مرتضی اعیان (تنبک) | - |              | بی کلام |
| بچه‌ها بهار                                                   | ۱۳۶۰       | حسین علیزاده و مجید درخشانی                                                       | | |              | |
| قاصدک                                                        | ۱۳۶۰       | مجید درخشانی                                                                      | | |              | |
| من طربم                                                      | ۱۳۸۴       | مجید درخشانی                                                                      | | مجید درخشانی                                                                                         |              | |
| لحظه ناب                                                     |            |                                                                                   | | حسین رضا اسدی                                                                                        |              | |
| جنون عشق - کنسرت بزرگداشت سعدی                               | ۱۳۹۳       |                                                                                   | | محمد معتمدی                                                                                          |              | |
| شهر آشنائی                                                   |            | مجید درخشانی                                                                      | | حسام الدین سراج                                                                                      | سروش         | |
| بیدار دلان                                                   |            | مجید درخشانی                                                                      | | محمدملا آقایی                                                                                        |              | |
| فصل باران                                                    | ۱۳۸۵       | مجید درخشانی                                                                      | | علیرضا قربانی                                                                                        | سروش         | |
| ترنجستان                                                     |            |                                                                                   | | |              | |
| از بودن و سرودن                                              |            | مجید درخشانی                                                                      | | محمد معتمدی                                                                                          |              | |
| آسمانه                                                       |            |                                                                                   | | |              | |
| چاووشی                                                       | ۱۳۸۹       | مجید درخشانی                                                                      | | | نشر زمستان   | |
| خانه ام ابری است                                             |            |                                                                                   | | |              | |
| گمگشته                                                       |            |                                                                                   | | |              | |
| جوهر عشق                                                     |            |                                                                                   | | |              | |
| حکایت نی                                                     |            |                                                                                   | جمشید عندلیبی (نی)، مجید درخشانی (تار) و مرتضی اعیان (تنبک) | |              | بی کلام |
| صبح امید                                                     | ۱۳۸۸       |                                                                                   | | حسام اینانلو                                                                                         |              | |
| پشت پرچین سخن                                                |            |                                                                                   | | حسام اینانلو                                                                                         |              | |
| بیکران                                                       |            | مجید درخشانی                                                                      | | مهدی فلاح                                                                                            |              | |
| کنسرت گروه دیدار                                             | ۲۰۰۳       |                                                                                   | | |              | زنده در برلین |
| نسیم صبحدم                                                   |            | مجید درخشانی                                                                      | | مهسا وحدت                                                                                            |              | |
| نسیم سحر                                                     |            |                                                                                   | | پریماه                                                                                               |              | |
| دریا دل                                                      |            |                                                                                   | | مهدیه محمدانی                                                                                        |              | |
| در خیال                                                      | ۱۳۷۵       | مجید درخشانی                                                                      | مجید درخشانی، بهداد بابایی، عبدالنقی افشارنیا، بیژن کامکار، پشنگ کامکار، ارسلان کامکار، ارژنگ کامکار | محمدرضا شجریان                                                                                       | سروش         | سرپرست گروه: مجید درخشانی، اشعار از سعدی شیرازی و مولوی |
| غوغای عشق‌بازان                                               | ۱۳۸۶       | سعید فرج‌پوری،محمدرضا شجریان، همایون شجریان                                        | دل آواز | بخش دوم کنسرت محمدرضا شجریان و گروه آوا که در استودیو ضبط شده‌است.                                    |              | |
| کنسرت محمدرضا شجریان و گروه آوا                              | ۱۳۸۷       | مجید درخشانی، سعید فرج‌پوری، محمدرضا شجریان                                        | گروه آوا | محمدرضا شجریان، همایون شجریان                                                                        | دل آواز      | آلبوم تصویری (کنسرت) شامل دو بخش: در بخش اول که سخن عشق نام دارد قطعاتی از ساخته‌های محمدرضا شجریان و مجید درخشانی بر اساس اشعاری از سعدی اجرا شده‌است و بخش دوم در قالب آلبوم استودیویی غوغای عشق‌بازان انتشار یافته‌است، اجرا در سال ۱۳۸۶    |
| رندان مست                                                    | ۱۳۸۸       | مجید درخشانی ،محمدرضا شجریان، حسام‌السلطنه مراد                                    | گروه شهناز | محمدرضا شجریان                                                                                       | دل آواز      | سرپرست گروه: مجید درخشانی، اشعار از حافظ شیرازی، ملک الشعرا بهار، سعدی شیرازی و مولوی، در دستگاه همایون |
| مرغ خوش‌خوان                                                  | ۱۳۹۰       | محمدرضا شجریان                                                                    | گروه شهناز | محمدرضا شجریان                                                                                       | دل آواز      | سرپرست گروه و تنظیم‌کننده: مجید درخشانی، اشعار از حافظ شیرازی، مولوی و باباطاهر، در دستگاه شور |
| کنسرت محمدرضا شجریان و گروه شهناز در دبی                     |            | مجید درخشانی،محمدرضا شجریان، پرویز مشکاتیان، مرتضی نی داوود                       | گروه شهناز | محمدرضا شجریان                                                                                       | دل آواز      | آلبوم تصویری (کنسرت) در دستگاه‌های همایون و ماهور، مربوط به یکی از کنسرت‌های تور جهانی کنسرت گروه شهناز در سال ۲۰۱۱، اجرا شده در ۲۸ بهمن ۱۳۸۹ (۱۷ فوریه ۲۰۱۱) در دبی، سالن شیخ راشد مجید درخشانی نوازندگی سازهای تار و کرشمه را بر عهده داشت |
| کنسرت محمدرضا شجریان و گروه شهناز (رندان مست و مرغ خوش خوان) |            | مجید درخشانی، حسام‌السلطنه مراد، میرزا عبدالله، مرتضی‌خان نی داوود و محمدرضا شجریان | گروه شهناز | محمدرضا شجریان                                                                                       | دل آواز      | آلبوم تصویری (کنسرت) در دستگاه‌های همایون و شور مربوط به کنسرت تهران، اجرا در سال ۱۳۸۷، اجرای زندهٔ آلبوم‌های رندان مست و مرغ خوش خوان |
| آوای دلتنگی (آوای دلتنگی در یوتیوب)                          | ۱۴۰۳       | مجید درخشانی                                                                      | مجید درخشانی، رامین صفایی، جواد شاهی، علیرضا دریایی، شاهو عندلیبی، امین گلستانی، هادی پورعطایی، ناصر رحیمی، کیمیا شعربافیان، عباس معالجی، میثم مروستی، علی جعفری پویان، بابک شهرکی، سامان صمیمی، کریم قربانی، ماکان خویی‌نژاد، پورنگ پورشیرازی، مهدی امامی | ملیحه مرادی، سارا خدایار، غزاله فیلی‌نژاد، فایضه کامیاب، علی خدایی، مجتبی عسگری، وحید تاج، مهدی امامی | Nava Arts UK | به یاد محمدرضا شجریان |